# Солёное (озеро, Майбалыкский сельский округ)
Солёное (каз. Солёное) — озеро в Жамбылском районе Северо-Казахстанской области Казахстана. Находится в 6 км к северу от села Жанажол.
По данным топографической съёмки 1944 года, площадь поверхности озера составляет 1,3 км². Наибольшая длина озера — 1,9 км, наибольшая ширина — 1 км. Длина береговой линии составляет 5 км, развитие береговой линии — 1,23. Озеро расположено на высоте 150,3 м над уровнем моря.